# 東映公認 鈴村健一・神谷浩史の仮面ラジレンジャー
『東映公認 鈴村健一・神谷浩史の仮面ラジレンジャー』（とうえいこうにん すずむらけんいち・かみやひろしのかめんラジレンジャー）は、文化放送で放送されている東映公認の特撮系ラジオ番組である。パーソナリティは声優の鈴村健一と神谷浩史。アシスタントとして仮面ライダーGIRLSが週替わりで登場する。なお、第607回から第619回までは鈴村が休演につき、稲田徹が代役出演。

## コーナー
特撮戦隊ラジレンジャーDX
第174回からの寸劇コーナー。レッド（鈴村）、ブルー（神谷）、ピンク（井坂）、イエロー（秋田）、パープル（鷲見）が特撮関係の大人達やリスナーのミッションに挑戦する。
おたより
普通のおたよりのコーナー。
東映ヒーローDJタイム→スーパーヒーローDJタイム
リスナーからの悩みに対して、回答にふさわしい特撮ソングをかけるコーナー。
東映こねたまつり
特撮関係の新鮮で斬新なネタを募集する大喜利コーナー。
鈴村はんぺん事務所
特撮に関する疑問・質問に答える、ふつおた内のコーナー。
東映特撮 重箱のすみつつき
特撮を愛しているからこそ、気になってしまう「重箱の隅」をつついていくコーナー。
ドキドキテレフォン特撮トーク
新型コロナウイルスの影響による、ゲスト登板回の代替コーナー。東映特撮のゲストが電話出演し、鈴村、神谷、GIRLS達は相手を知らない状態で通話を開始する。

### 東映こねたまつりで募集されたテーマ
- こんなヒーローはいやだ（第2,4,6,12回）
- こんな怪人はいやだ（第8,10,12回）
- こんなおやっさんはいやだ（第12,16回）
- 戦闘員のつぶやき（第18,20回）
- 恰好悪いから没になったライダーの変身セリフ（第21,23回）
- ヒーローの平日（第26,27回）
- ヒロインの本音
- 最終回まで結局集まらなかった戦隊の理由
- あっと驚く敵首領の意外な秘密
- ボツになったメカの設定
- あのヒーローは今…
- 次週、最終話
- 女性幹部が悪の組織に入ったきっかけ
- 怪人が散り際に放った一言
- 没になった変身ベルトのモチーフ
- ヒーローから届いた年賀状。その内容は？（第67回限定）
- 昭和ライダーが平成ライダーに言われてショックだった一言 or 平成ライダーが昭和ライダーに言われてショックだった一言
- 突然レッドが戦隊をやめてしまった、その理由とは？
- ある一言で敵が戦意喪失。ヒーローは何と言った？ or ある一言でヒーローが戦意喪失。敵は何と言った？
- こんな劇場版のラスボスはいやだ
- ヒーローが拒否したおやっさんが考えた無茶な特訓とは？
- ライダーが戦隊に突如移籍した理由とは？
- こんなベルトさんはいやだ
- こんなドギー・クルーガーはダメだ（第117回限定）
- お蔵入りになった技の一号、力の二号、○○の三号
- ばかばかしい能力だったので封印された忍法
- あの特撮作品の10年後
- ○○な理由でお前だけは絶対に許さない！変身！
- 東映ヒーロー人生ゲームが製作決定！どんなコマを作る？
- こんなラジレンジャーはいやだ
- 特撮ヒーローたちの宴会開催。いったい何が起きた？
- こんな偉人のゴーストアイコンはダメだ or こんなアイコンが欲しい
- 追伸！
- 特撮アワード
- 次回予告
- スーパー戦隊が戦隊維持のためにとった行動
- こんなジューマンはいやだ
- こんなキバットバット三世はいやだ（第198回限定）
- こんな仮面ライダーGIRLSはいやだ（第202回限定）
- こんなゴースト眼魂はいやだ（第204回限定）
- こんなハカイダーはいやだ（第208回限定）
- 東映ヒーロー学園の校則→東映ヒーロー学園あるある
- ヒーローの再就職先
- 10年ぶりに帰ってきたこんな仮面ライダー電王はいやだ
- こんなベストマッチはいやだ
- レインボー造型企画、新アイテム発売！「それ要る？」リスナーが首を傾げたアイテムとは？
- こんなおやっさんはいやだ2018年Ver
- こんな計画はいやだ、こんな作戦はいやだ
- こんな快盗はいやだ、こんな国際警察はいやだ
- こんなラジレンジャーはいやだ2018年Ver
- 特撮大好き声優稲田徹を目撃、どこで何してた？
- ヒーロー夏祭りあるあるを教えてください
- ラジレンジャーロボってどんなロボ？
- 仮面ライダー47にありがちなこと
- 大人になったリュウタロスが言いそうな聞いてない答え
- 世間に知られていない仮面ライダーガールズの掟って何？
- ぼくのかんがえたミライダー
- 2019年verのロボコンに付いた新機能
- 夜のスーパーヒーロータイムにありがちなこと
- あのヒーローがパーソナリティーデビュー。その番組のタイトルは？
- 平均年齢75歳「シニア戦隊シルバーファイブ」どんな展開がありそう？
- 全員が主婦の戦隊「婦人戦隊ママレンジャー」どんなことがありそう？
- 新たに結成された昭和担当仮面ライダーレディース、どんなメンバー？

## 特別コーナー
東映こねた大戦アルティメイタム
クリスマスが近い第12回（2012年12月22日放送）で行われた、東映こねたまつりのコーナー拡大版。
今夜は東映特ソン三昧
第13回（2012年12月29日放送）で行われた、特撮ソングをかけまくるコーナー。番組プロデューサーがコーナー名を考えた。
オリジナルコンピレーションCDの収録曲紹介&曲順を決めるコーナー
第15回（2013年1月12日放送）で行われた、後述のCDに収録される曲名が書かれたカードを互いに出し合って曲順を決めるコーナー。

## 終了したコーナー
特撮改造実験室
第1回〜第6回の寸劇コーナー。目覚めたらいつの間にか手術台に固定されていたひろし君（神谷）を、Dr鈴村と夜勤ナース（仮面ライダーGIRLS）が特撮好きの改造人間に改造を施すコーナー。第6回で身体の6箇所を改造されたひろし君は特撮怪人ヒロチクビと命名された。
GIRLS対ヒロチクビ
第7回〜第13回の寸劇コーナー。更なる強化改造を毎回（乳首周辺に）施した特撮怪人ヒロチクビ（神谷）とDr鈴村が仮面ライダーGIRLSと対決するコーナー。第13回でヒロチクビと共にDr鈴村の正体・特撮魔人ケンイチクビも倒された。
特撮戦隊ラジレンジャー
第14回〜第26回の寸劇コーナー。戦隊だがレッド（鈴村）、ブルー（神谷）以外は6人もいるピンク(仮)（仮面ライダーGIRLS）を1人ずつ面接して、誰がピンクにふさわしいか考えるコーナー。番組に来たゲストは特別講師として登場する。第26回でピンク（井坂）、サーモンピンク（吉住）、パールピンク（秋田）、ローズピンク（名倉）、アプリコットピンク（遠藤）、ネオンピンク（安田）に決定した。ちなみに、後から加入した鷲見は第57回でさくらピンクになった。
仮面ラジレンジャーお勧めエピソード
東映特撮 YouTube Officialとのコラボ。2013年6月から1ヶ月間限定で鈴村・神谷の推薦、またはリクエストされた東映特撮の名（迷）作エピソードが、その作品の第1回と共に配信されていた。
特撮戦隊ラジレンジャーRX
第27回〜第173回の寸劇コーナー。ラジレンジャーレッド（鈴村）、ラジレンジャーブルー（神谷）、ラジレンジャーピンク（仮面ライダーGIRLS）が特撮関係の大人達やリスナーのミッションに挑戦する。名乗り上げは東映特撮作品内のフレーズを当番組風にアレンジしたもの。番組に来たゲストは作品で演じた役、役者以外は長官として登場する。
Project.Radirenger（プロジェクト・ドット・ラジレンジャー）
特撮ソングユニットProject.Rと本番組とのコラボ企画。定期的にメンバーをゲストに迎え、生歌&生演奏のミニライブで特撮ソングを披露する。

## ゲスト
放送日は文化放送基準。当番組のゲストはスーパー戦隊シリーズか仮面ライダーシリーズ等の東映発の特撮番組に関わった番組出演者や同スタッフがほとんどである。
| 2012年 | 2012年     | 2012年                                |
| 回     | ゲスト     | 役名等                                |
| ------ | ---------- | ------------------------------------- |
| 3      | 串田アキラ | 宇宙刑事シリーズ 主題歌ソング担当など |
| 8      | 遊佐浩二   | 仮面ライダー電王 ウラタロスの声 役    |

| 2013年 | 2013年             | 2013年 |
| 回     | ゲスト             | 役名等 |
| ------ | ------------------ | --- |
| 14     | 高岩成二           | スーツアクターリーダー                                                                                                 |
| 19     | 小澤亮太           | 海賊戦隊ゴーカイジャー キャプテン・マーベラス / ゴーカイレッド 役 本人出演として第１号となった。                       |
| 20     | 関智一             | 海賊戦隊ゴーカイジャー 武器音声・ナレーション 役                                                                       |
| 22     | 野村義男           | RIDER CHIPS |
| 23     | 鎌田章吾           | 獣電戦隊キョウリュウジャー オープニング主題歌担当                                                                      |
| 26     | 和田正人           | 非公認戦隊アキバレンジャー 赤木信夫 / アキバレッド 役                                                                  |
| 28     | 金田治             | アクション監督 |
| 30     | 長澤奈央・山本康平 | 共に忍風戦隊ハリケンジャーキャスト 長澤が野乃七海 / ハリケンブルー、山本が尾藤孔太 / ハリケンイエロー 役               |
| 31     | 石垣佑磨           | 宇宙刑事ギャバン THE MOVIE 十文字撃 / 宇宙刑事ギャバンtypeG 役                                                         |
| 33     | 坂本浩一           | 監督 |
| 37     | 馬場良馬・小宮有紗 | 共に特命戦隊ゴーバスターズキャスト 馬場が岩崎リュウジ / ブルーバスター、小宮が宇佐美ヨーコ / イエローバスター 役       |
| 39     | 藤林聖子           | 仮面ライダーシリーズ作詞家                                                                                             |
| 41     | 水木一郎           | 歌手・マジンガーZ |
| 45     | 塩谷瞬             | 忍風戦隊ハリケンジャー 椎名鷹介 / ハリケンレッド役                                                                     |
| 47     | 白倉伸一郎         | 東映・テレビ番組制作プロダクション現役社長公開収録夏祭り2013の1回目としてゲスト出演                                    |
| 48     | 押川善文           | スーパー戦隊シリーズ 歴代レッドスーツアクター公開収録夏祭り2013の2回目としてゲスト出演                                 |
| 51     | 内田真礼           | 非公認戦隊アキバレンジャー 葉加瀬博世 役                                                                               |
| 54     | 竜星涼・今野鮎莉   | 共に獣電戦隊キョウリュウジャーキャスト 竜星が桐生ダイゴ / キョウリュウレッド、今野がアミィ結月 / キョウリュウピンク 役 |
| 58     | 佐野岳             | 仮面ライダー鎧武/ガイム 葛葉紘汰 / 仮面ライダー鎧武 役                                                                 |
| 62     | 村上幸平           | 仮面ライダー555 草加雅人 / 仮面ライダーカイザ 役                                                                       |
| 63     | JOY                | 仮面ライダー×仮面ライダー 鎧武&ウィザード 天下分け目の戦国MOVIE大合戦 イエヤス 役                                      |

| 2014年 | 2014年                               | 2014年 |
| 回     | ゲスト                               | 役名等 |
| ------ | ------------------------------------ | --- |
| 68     | 高取ヒデアキ                         | 忍風戦隊ハリケンジャー・動物戦隊ジュウオウジャー オープニング主題歌＆侍戦隊シンケンジャー エンディング主題歌（Z旗リーダー・Project.Rメンバー）                 |
| 70     | 虚淵玄                               | 仮面ライダー鎧武/ガイム メインライター |
| 73     | 井上正大                             | 仮面ライダーディケイド 門矢士 / 仮面ライダーディケイド 役 |
| 76     | 伊勢大貴                             | 烈車戦隊トッキュウジャー 主題歌担当 |
| 77     | 仮面ライダーGIRLS                    | |
| 78     | 佐野岳・小林豊                       | 共に仮面ライダー鎧武/ガイムに出演 小林は駆紋戒斗 / 仮面ライダーバロン 役。佐野は2回目の出演。                                                                  |
| 81     | 柴﨑貴行                             | 監督 |
| 84     | 金城大和・丸山敦史                   | 共に獣電戦隊キョウリュウジャーキャスト 金城が有働ノブハル / キョウリュウブルー、丸山が空蝉丸 / キョウリュウゴールド 役                                         |
| 86     | 入江甚儀                             | キカイダー REBOOT ジロー / キカイダー 役 |
| 87     | 杉田智和                             | 仮面ライダーキバ キバットバットIII世の声、仮面ライダー鎧武/ガイム デェムシュの声 役                                                                            |
| 91・92 | 椿隆之・森本亮治・天野浩成・北条隆博 | 共に仮面ライダー剣キャスト 順に剣崎一真 / 仮面ライダーブレイド、相川始 / 仮面ライダーカリス、橘朔也 / 仮面ライダーギャレン、上城睦月 / 仮面ライダーレンゲル 役 |
| 93     | 須賀貴匡・弓削智久                   | 共に仮面ライダー龍騎キャスト 須賀が城戸真司 / 仮面ライダー龍騎、弓削が由良吾郎 役                                                                              |
| 97     | 福沢博文                             | スーパー戦隊シリーズ・歴代レッドスーツアクター、スーツアクター監督公開収録夏祭り2014の1回目としてゲスト出演                                                    |
| 98     | 中田譲治                             | 仮面ライダーオーズ/OOO ナレーション、仮面ライダー鎧武/ガイム ロシュオの声 役 など公開収録夏祭り2014の2回目としてゲスト出演                                     |
| 102    | 伊倉一恵                             | 燃えろ!!ロボコン ロボコン役 |
| 103    | 高杉真宙                             | 仮面ライダー鎧武/ガイム 呉島光実 / 仮面ライダー龍玄 役 |
| 107    | 渡辺宙明                             | 作曲家 |
| 108    | 三浦力・岩永洋昭                     | 共に宇宙刑事 NEXT GENERATIONキャスト 三浦が日向快 / 宇宙刑事シャリバン、岩永が烏丸舟 / 宇宙刑事シャイダー 役                                                   |
| 111    | 松岡充                               | 仮面ライダードライブ 主題歌担当、仮面ライダーW FOREVER AtoZ/運命のガイアメモリ 大道克己 / 仮面ライダーエターナル 役                                            |
| 112    | 竹内涼真・内田理央                   | 共に仮面ライダードライブキャスト 竹内が泊進ノ介 / 仮面ライダードライブ、内田が詩島霧子 役                                                                      |
| 114    | 山形ユキオ                           | 百獣戦隊ガオレンジャー 主題歌担当 |
| 117    | 稲田徹                               | 特捜戦隊デカレンジャー ドギー・クルーガーの声 役 等(2週連続出演の前編として出演)                                                                               |

| 2015年 | 2015年               | 2015年 |
| 回     | ゲスト               | 役名等 |
| ------ | -------------------- | --- |
| 118    | 稲田徹               | 特捜戦隊デカレンジャー ドギー・クルーガーの声 役 等(2週連続出演の後編として出演) |
| 126    | MoJo                 | バトルフィーバーJ・大戦隊ゴーグルファイブ・科学戦隊ダイナマン・星雲仮面マシンマンのオープニング・エンディング担当                                                                      |
| 128    | 大西洋平・伊勢大貴   | 手裏剣戦隊ニンニンジャー 歌手 大西がOP「さぁ行け!ニンニンジャー!」、伊勢がED「なんじゃモンじゃ!ニンジャ祭り!」の担当                                                                   |
| 129    | 野村義男・Ricky      | RIDER CHIPS(野村がギター、Rickyがボーカル担当) |
| 132    | 稲葉友               | 仮面ライダードライブ 詩島剛 / 仮面ライダーマッハ 役 |
| 133    | ささきいさお         | 秘密戦隊ゴレンジャー・ジャッカー電撃隊・特捜戦隊デカレンジャー主題歌担当 |
| 134    | 仮面ライダーGIRLS    | 2回目の出演は名倉かおりの卒業記念スペシャルとして放送した。 |
| 135    | 久保田悠来           | 仮面ライダー鎧武 呉島貴虎 / 仮面ライダー斬月 役 |
| 144    | 白倉伸一郎・井上敏樹 | 井上は脚本家。白倉は2回目の出演。 |
| 145    | 荒川史絵・森高愛     | 荒川は監督、森高は烈車戦隊トッキュウジャー カグラ / トッキュウ5号 役 |
| 148    | 多和田秀弥           | 手裏剣戦隊ニンニンジャー キンジ・タキガワ / スターニンジャー 役 |
| 149    | 真剣佑・竹内涼真     | 真剣佑は劇場版 仮面ライダードライブ サプライズ・フューチャー 泊エイジ / 仮面ライダーダークドライブ 役 竹内は2回目の出演。                                                              |
| 151    | 中村優一             | 仮面ライダー響鬼 桐矢京介、仮面ライダー電王 桜井侑斗 / 仮面ライダーゼロノス 役公開収録夏祭り2015の1回目としてゲスト出演                                                                |
| 152    | 小山力也             | 仮面ライダーBLACK RX 霞のジョー、劇場版 仮面ライダードライブ サプライズ・フューチャー・ロイミュード108 / パラドックスロイミュードの声 役 など公開収録夏祭り2015の2回目としてゲスト出演 |
| 153    | 小西克幸             | 天装戦隊ゴセイジャー ゴセイナイトの声 役公開収録夏祭り2015の3回目としてゲスト出演 |
| 154    | リュウタロス         | 仮面ライダー電王※鈴村誕生日お祝い回 |
| 155    | 堀江美都子           | |
| 157    | 西川俊介・松本岳     | 共に手裏剣戦隊ニンニンジャーキャスト 西川が伊賀崎天晴 / アカニンジャー、松本が加藤・クラウド・八雲 / アオニンジャー 役                                                                 |
| 158    | Ricky・渡部チェル    | 共にRIDER CHIPSメンバー |
| 159    | 伊藤陽佑             | 特捜戦隊デカレンジャー 江成仙一 / デカグリーン 役 |
| 162    | サイキックラバー     | ※仮面ラジレンジャーとProject.Rのコラボレーション企画／Project.Radirengerの第1回目 |
| 163    | 松田岳               | 仮面ライダー鎧武/ガイム ザック / 仮面ライダーナックル 役 |
| 166    | 松山鷹志             | 仮面ライダークウガ 杉田守道 役 |
| 167    | 西銘駿               | 仮面ライダーゴースト 天空寺タケル / 仮面ライダーゴースト 役 |

| 2016年 | 2016年                                               | 2016年 |
| 回     | ゲスト                                               | 役名等 |
| ------ | ---------------------------------------------------- | --- |
| 170    | 高取ヒデアキ・川瀬智・内田稔(Z旗)                    | ※仮面ラジレンジャーとProject.Rのコラボレーション企画／Project.Radirengerの第2回目 |
| 172    | Imanishi・J-Crown                                    | 1 FINGERのメンバー |
| 173    | 仮面ライダーGIRLS                                    | 3回目の出演は安田奈央と吉住絵里加のダブル卒業記念スペシャルとして放送した。 |
| 179    | 大西洋平・ZENTA（ミラクルチンパンジー）・内田稔(Z旗) | ※仮面ラジレンジャーとProject.Rのコラボレーション企画／Project.Radirengerの第3回目 |
| 185    | 中尾暢樹                                             | 動物戦隊ジュウオウジャー 風切大和 / ジュウオウイーグル・ジュウオウゴリラ・ジュウオウホエール 役 |
| 188    | NoB・JOE（サイキックラバー）・内田稔（Z旗）          | 仮面ラジレンジャーとProject.Rのコラボレーション企画／Project.Radirengerの第4回目 この回のゲストの内田で番組に来たゲストの人数が丁度、100人に達した。                                                     |
| 190    | 藤田富・谷口賢志                                     | 共に仮面ライダーアマゾンズキャスト 藤田が水澤悠 / 仮面ライダーアマゾンオメガ、谷口が鷹山仁 / 仮面ライダーアマゾンアルファ 役 谷口は過去に救急戦隊ゴーゴーファイブ・巽流水 / ゴーブルー役を演じている。） |
| 192    | 稲田徹                                               | 3回目の出演。 |
| 198    | 杉田智和                                             | 2回目の出演。 |
| 201    | 柳美稀・渡邉剣                                       | 共に動物戦隊ジュウオウジャーキャスト 柳がセラ / ジュウオウシャーク、渡邉がタスク / ジュウオウエレファント 役                                                                                             |
| 202    | 仮面ライダーGIRLS                                    | 4回目の出演。 |
| 204    | 関智一                                               | 2回目の出演。 |
| 206    | 飯塚昭三                                             | 人造人間キカイダー ハカイダーの声 役など |
| 207    | m.c.A・T                                             | 第207・208回は神谷が体調不良の為登場せず、代理パーソナリティーを稲田徹が務めた。 |
| 214    | 谷本貴義・JOE（サイキックラバー）・内田稔（Z旗）     | 仮面ラジレンジャーとProject.Rのコラボレーション企画／Project.Radirengerの第5回目 |

| 2017年   | 2017年                                   | 2017年 |
| 回       | ゲスト                                   | 役名等 |
| -------- | ---------------------------------------- | --- |
| 223      | 五條真由美／川瀬智・内田稔（Z旗）        | 仮面ラジレンジャーとProject.Rのコラボレーション企画／Project.Radirengerの第6回目 |
| 224      | 大葉健二                                 | バトルフィーバーJ 曙四郎 / バトルケニア、電子戦隊デンジマン 青梅大五郎 / デンジブルー、宇宙刑事ギャバン 一条寺烈 / 宇宙刑事ギャバン 役 |
| 231      | 松原剛志／川瀬智・内田稔（Z旗）          | ※仮面ラジレンジャーとProject.Rのコラボレーション企画／Project.Radirengerの第7回目 |
| 233      | 幡野智宏・松本寛也                       | 幡野は宇宙戦隊キュウレンジャー オープニングテーマ「LUCKY STAR」歌手、松本は魔法戦隊マジレンジャー 小津翼 / マジイエロー、特命戦隊ゴーバスターズ 陣マサト / ビートバスター 役、スーパー戦隊初代親善大使                                                                          |
| 240      | 鎌田章吾／川瀬智（Z旗）                  | ※仮面ラジレンジャーとProject.Rのコラボレーション企画／Project.Radirengerの第8回目 |
| 241      | 伊藤陽佑・菊地美香                       | 伊藤は2回目の出演 菊地は初登場で特捜戦隊デカレンジャー 胡堂小梅 / デカピンク役 |
| 244      | 石垣佑磨・森田涼花                       | 石垣は2回目の出演 森田は初登場で侍戦隊シンケンジャー 花織ことは / シンケンイエロー役 |
| 249・250 | Project.R オールキャスト                 | ※仮面ラジレンジャーとProject.Rのコラボレーション企画／Project.Radirengerの第9・10回目 |
| 252      | 岐洲匠・山崎大輝                         | 共に宇宙戦隊キュウレンジャーキャスト 岐洲はラッキー / シシレッド、山崎はナーガ・レイ / ヘビツカイシルバー 役 |
| 253      | 飯島寛騎                                 | 仮面ライダーエグゼイド 宝生永夢 / 仮面ライダーエグゼイド役 |
| 256      | 渡辺徹                                   | 作曲家 |
| 259・260 | 関俊彦・遊佐浩二・てらそままさき・佐藤健 | 遊佐は2回目の出演。 関・てらそま・佐藤は初登場で関が仮面ライダー電王 / モモタロスの声 てらそまが仮面ライダー電王 / キンタロスの声 佐藤が仮面ライダー電王 / 野上良太郎の各役※鈴村健一生誕祭＆仮面ライダー電王10周年記念スペシャル。佐藤は前編の第259回にボイスメッセージで出演。 |
| 264      | 出渕裕                                   | デザイナー |
| 265      | 岸洋佑                                   | 宇宙戦隊キュウレンジャー スティンガー / サソリオレンジ 役 |
| 269      | 三浦涼介                                 | 仮面ライダーオーズ/OOO アンク、泉信吾 役 |
| 271・272 | 犬飼貴丈                                 | 仮面ライダービルド 桐生戦兎 / 仮面ライダービルド 役 |

| 2018年   | 2018年                                                           | 2018年 |
| 回       | ゲスト                                                           | 役名等 |
| -------- | ---------------------------------------------------------------- | --- |
| 277・278 | 岐洲匠・岸洋佑・山崎大輔・大久保桜子・榊原徹士・田口翔大・南圭介 | 7人共に宇宙戦隊キュウレンジャーの俳優キャスト 岐洲・山崎・岸は2回目の出演／大久保以降は初登場で大久保はハミィ / カメレオングリーン、榊原はスパーダ / カジキイエロー 、田口は佐久間小太郎 / コグマスカイブルー、南は鳳ツルギ / ホウオウソルジャー 役 |
| 278      | M・A・O・中井和哉・小野友樹・大塚明夫                            | 共に宇宙戦隊キュウレンジャーの声優キャスト、ボイスメッセージでの出演 順にラプター283 / ワシピンク、ガル / オオカミブルー、バランス / テンビンゴールド、チャンプ / オウシブラック 役                                                                 |
| 279      | EIGHT OF TRIANGLE                                                | 東映所属のバーチャルアイドル。ボイスメッセージでの出演 |
| 283      | 小野塚勇人                                                       | 仮面ライダーエグゼイド 九条貴利矢 / 仮面ライダーレーザー・仮面ライダーレーザーターボ役 |
| 285      | 吉田達彦&吉田仁美                                                | Project.R／快盗戦隊ルパンレンジャーVS警察戦隊パトレンジャー 主題歌担当 |
| 289      | 伊藤あさひ、濱正悟、工藤遥                                       | 共に快盗戦隊ルパンレンジャー キャスト 順に夜野魁利 / ルパンレッド、宵町透真 / ルパンブルー、早見初美花 / ルパンイエロー 役。番組の最後、数秒のみパトレンジャーの3人が登場した。                                                                     |
| 290      | 結木滉星、横山涼、奥山かずさ                                     | 共に警察戦隊パトレンジャーキャスト 順に朝加圭一郎 / パトレン1号、陽川咲也 / パトレン2号、明神つかさ / パトレン3号 役 |
| 291      | 金城大和・丸山敦史                                               | スマホゲーム ブレイブフロンティア2とのコラボレーション記念回として放送。 共に2回目の番組出演。 |
| 292      | 武田玲奈・藤田富                                                 | 藤田は2回目の出演。 武田は初登場で仮面ライダーアマゾンズ 水澤美月役 |
| 293      | 前沢護・関智一                                                   | 前沢はレインボー造形企画社長 関はボイスメッセージでの出演。前沢は初登場、関は3回目の出演。 |
| 300      | 田口翔大・中村優一・稲田徹・坂本浩一・白倉伸一郎・飯塚昭三       | 放送300回記念を祝福する、ボイスメッセージでの出演。田口は3回目、中村は2回目、稲田は6回目、坂本は2回目、白倉は3回目、飯塚は2回目の出演。 |
| 301      | 平田裕香・唐橋充                                                 | 共に宇宙戦隊キュウレンジャーVSスペース・スクワッドキャスト 平田は獣拳戦隊ゲキレンジャー メレ、唐橋は侍戦隊シンケンジャー 腑破十臓 役 |
| 303      | 古原靖久・片岡信和・逢沢りな                                     | 共に炎神戦隊ゴーオンジャーキャスト 順に江角走輔 / ゴーオンレッド、香坂連 / ゴーオンブルー、楼山早輝 / ゴーオンイエロー 役 |
| 305・306 | 犬飼貴丈・赤楚衛二・金尾哲夫                                     | 共に仮面ライダービルド キャスト 犬飼は3回目の出演。赤楚は万丈龍我 / 仮面ライダークローズ、金尾はエボルト / 仮面ライダーエボルの声 役 |
| 311      | 浪川大輔                                                         | 特捜戦隊デカレンジャー ギョク・ロウ、魔法戦隊マジレンジャー 絶対神ン・マ、炎神戦隊ゴーオンジャー スピードル、行って帰ってきた烈車戦隊トッキュウジャー 夢の超トッキュウ7号 タンクトップシャドー、宇宙戦隊キュウレンジャー クエルボの声役             |
| 315      | 半田健人                                                         | 仮面ライダー555 乾巧 / 仮面ライダーファイズ 役 |
| 316      | 永瀬匡                                                           | 仮面ライダーウィザード 仁藤攻介 / 仮面ライダービースト 役 |
| 317      | 奥野壮・押田岳                                                   | 共に仮面ライダージオウキャスト 奥野が常磐ソウゴ / 仮面ライダージオウ、押田が明光院ゲイツ / 仮面ライダーゲイツ 役 |
| 323      | 岸洋佑                                                           | 宇宙戦隊キュウレンジャー スティンガー / サソリオレンジ 役 3回目の出演 |
| 324      | 元木聖也                                                         | 快盗戦隊ルパンレンジャーVS警察戦隊パトレンジャー 高尾ノエル / ルパンエックス / パトレンエックス 役 これでルパン・パトレンジャーの主要キャストが全て出演した。                                                                                       |

| 2019年   | 2019年                                                             | 2019年 |
| 回       | ゲスト                                                             | 役名等 |
| -------- | ------------------------------------------------------------------ | --- |
| 331・332 | 伊藤あさひ・濱正悟・工藤遥・結木滉星・横山涼・奥山かずさ・元木聖也 | いずれも快盗戦隊ルパンレンジャーVS警察戦隊パトレンジャーキャスト 全員2回目の出演。331回ではパトレンジャー3人、332回ではルパンレンジャーとエックスの4人を中心に取り上げた。 |
| 336      | 稲田徹                                                             | 7回目の出演。 |
| 337      | 幡野智宏・Sister MAYO                                              | 騎士竜戦隊リュウソウジャー歌手 幡野がOP「騎士竜戦隊リュウソウジャー」、MAYOがED「ケボーン！ リュウソウジャー」を担当。幡野は2回目の出演。                                  |
| 341      | てらそままさき                                                     | 騎士竜戦隊リュウソウジャー ティラミーゴ役 2回目の出演。 |
| 342      | 渡邊圭祐                                                           | 仮面ライダージオウ ウォズ / 仮面ライダーウォズ 役 |
| 350      | 中村優一                                                           | 仮面ライダー響鬼 桐矢京介、仮面ライダー電王 桜井侑斗 / 仮面ライダーゼロノス役 第3回目の出演。                                                                              |
| 353      | 久保田悠来                                                         | 仮面ライダー鎧武 呉島貴虎 / 仮面ライダー斬月、宇宙戦隊キュウレンジャー スコルピオ役 2回目の出演。                                                                          |
| 355・356 | 一ノ瀬颯・綱啓永・尾碕真花・兵頭功海・金城茉奈                     | いずれも騎士竜戦隊リュウソウジャーキャスト 順にコウ / リュウソウレッド、メルト / リュウソウブルー、アスナ / リュウソウピンク、カナロ / リュウソウゴールド、龍井うい役      |
| 357      | 元木聖也                                                           | 3回目の出演。 |
| 359      | 奥野壮                                                             | 2回目の出演。 |
| 360      | 武田航平                                                           | 仮面ライダーキバ 紅音也・紅正夫、仮面ライダービルド 猿渡一海 / 仮面ライダーグリス役                                                                                        |
| 361・362 | 緑川光・白石涼子・稲田徹                                           | いずれも騎士竜戦隊リュウソウジャーキャスト 緑川がワイズルーの声、白石がクレオンの声、稲田がガチレウスの声役 ※稲田は後編の第362回にボイスメッセージで8回目の出演。          |
| 363      | 高橋文哉・杉原輝昭                                                 | 高橋は仮面ライダーゼロワン 飛電或人 / 仮面ライダーゼロワン役、杉原は同作メイン監督                                                                                         |
| 366      | 串田アキラ                                                         | 2回目の出演。 |
| 367      | 小原唯和・岸田タツヤ                                               | 共に騎士竜戦隊リュウソウジャーキャスト 小原はトワ / リュウソウグリーン、岸田はバンバ / リュウソウブラック役                                                                |
| 376・377 | 高岩成二                                                           | 2回目の出演。 |
| 377      | 縄田雄哉                                                           | スーツアクター |
| 378～380 | 稲田徹                                                             | 9回目の出演。 |

| 2020年   | 2020年                                                     | 2020年 |
| 回       | ゲスト                                                     | 役名等 |
| -------- | ---------------------------------------------------------- | --- |
| 386      | 長田成哉                                                   | 騎士竜戦隊リュウソウジャー ナダ役 |
| 387・388 | 一ノ瀬颯・綱啓永・尾碕真花・小原唯和・岸田タツヤ・兵頭功海 | いずれも騎士竜戦隊リュウソウジャーキャスト 全員2回目の出演。 |
| 392      | 大西洋平・出口たかし                                       | 魔進戦隊キラメイジャー歌手 大西がOP「魔進戦隊キラメイジャー」、出口がED「キラフル ミラクル キラメイジャー」を担当。 大西は3回目の出演。                                                       |
| 399      | 中井和哉・小野友樹・岸洋佑・南圭介                         | いずれも宇宙戦隊キュウレンジャーキャスト 中井・小野はボイスメッセージ、岸・南は電話での出演 中井・小野は2回目、岸は4回目、南は2回目の出演                                                     |
| 400      | 中村悠一・杉田智和・岩田光央・小宮璃央                     | いずれも魔進戦隊キラメイジャーキャスト 順に、ガルザの声、オラディンの声、ショベローの声、熱田充瑠 / キラメイレッド役 中村・杉田はボイスメッセージ、岩田・小宮は電話での出演 杉田は3回目の出演 |
| 402      | 稲田徹                                                     | 「ドキドキテレフォン特撮トーク」初回ゲスト。 10回目の出演 ～最初は藤岡弘、の物真似で登場していた。～                                                                                          |
| 403      | 前沢護                                                     | 「ドキドキテレフォン特撮トーク」2回目ゲスト。 2回目の出演 |
| 406      | 伊藤美来                                                   | 「ドキドキテレフォン特撮トーク」3回目ゲスト。 |
| 409      | 斎藤千和                                                   | がんばれいわ!!ロボコン ロボコン役 |
| 414      | 高橋文哉・鶴嶋乃愛                                         | 共に仮面ライダーゼロワンキャスト 高橋は2回目の出演。鶴嶋は初出演でイズ・アズ役 |
| 415      | 小宮璃央                                                   | 2回目の出演。 |
| 418      | 南圭介・小宮璃央                                           | 番組9周年を祝福する、ボイスメッセージでの出演。 南は3回目、小宮は3回目の出演 |
| 421      | 新條由芽・工藤美桜                                         | 共に魔進戦隊キラメイジャーキャスト 新條は速見瀬奈 / キラメイグリーン、工藤は大治小夜 / キラメイピンク役                                                                                       |
| 424      | 鷲見友美ジェナ                                             | ゲストとしての出演。 鎧武外伝 仮面ライダーグリドンVS仮面ライダーブラーボキャスト 鈴鹿まさこ / 仮面ライダーシルフィー役                                                                        |
| 428・429 | 高橋文哉・鶴嶋乃愛                                         | 高橋は3回目、鶴嶋は2回目の出演。 |
| 430      | 伊藤美来                                                   | 劇場版 仮面ライダーゼロワン REAL×TIME アナウンサー型ヒューマギア役 2回目の出演。 |

| 2021年   | 2021年                           | 2021年 |
| 回       | ゲスト                           | 役名等 |
| -------- | -------------------------------- | --- |
| 431・432 | 稲田徹                           | 11回目の出演。 |
| 435・436 | 木原瑠生・水石亜飛夢・庄司浩平   | いずれも魔進戦隊キラメイジャーキャスト 順に射水為朝 / キラメイイエロー、押切時雨 / キラメイブルー、クリスタリア宝路 / キラメイシルバー役    |
| 437・438 | 稲田徹                           | 12回目の出演。 |
| 439・440 | 赤羽根健治・大河元気・長久友紀   | いずれも魔進戦隊キラメイジャーキャスト 順に、マッハの声、ジェッタの声、ヘリコの声                                                           |
| 441      | つるの剛士                       | 機界戦隊ゼンカイジャー歌手 OP「全力全開!ゼンカイジャー」担当                                                                                |
| 447      | 桃月なしこ                       | 魔進戦隊キラメイジャー ヨドンナ役 |
| 451・452 | 内藤秀一郎・山口貴也・川津明日香 | いずれも仮面ライダーセイバーキャスト 順に、神山飛羽真 / 仮面ライダーセイバー役、新堂倫太郎 / 仮面ライダーブレイズ役、須藤芽依役             |
| 455      | 駒木根葵汰・浅沼晋太郎           | 共に機界戦隊ゼンカイジャーキャスト 駒木根はゼンカイザー / 五色田介人役、浅沼はゼンカイジュラン / ジュランの声                               |
| 459      | 福圓美里                         | 機界戦隊ゼンカイジャー セッちゃん役 |
| 460      | てらそままさき                   | 3回目の出演。 |
| 462      | 梶裕貴・宮本侑芽                 | 共に機界戦隊ゼンカイジャーキャスト 梶はゼンカイガオーン / ガオーンの声、宮本はゼンカイマジーヌ / マジーヌの声                               |
| 464      | 岡田龍太郎・井桁弘恵             | 共にゼロワン Others 仮面ライダーバルカン＆バルキリーキャスト 岡田は不破諫 / 仮面ライダーバルカン役、井桁は刃唯阿 / 仮面ライダーバルキリー役 |
| 465      | 砂川脩弥・山口大地・中山咲月     | いずれもゼロワン Others 仮面ライダー滅亡迅雷キャスト 砂川は滅 / 仮面ライダー滅役、山口は雷 / 仮面ライダー雷役、中山は亡 / 仮面ライダー亡役  |
| 467      | 増子敦貴・森日菜美               | 共に機界戦隊ゼンカイジャーキャスト 増子はツーカイザー / ゾックス・ゴールドツイカー役、森はフリント・ゴールドツイカー役                      |
| 469・470 | 稲田徹                           | 13回目の出演。 |
| 477      | 黄川田雅哉・渋江譲二・沢井美優   | いずれもリュウソウジャー THE LEGACY OF The Master's Soulキャスト 黄川田はマスターレッド役、渋江はマスターブルー役、沢井はマスターピンク役   |
| 479・480 | 串田アキラ・MoJo・宮内タカユキ   | 番組10周年企画「テン・ラジレンジャー・プロジェクト」によるスタジオライブを披露 串田は3回目、MoJoは2回目の出演。                             |
| 481      | 花村想太（Da-iCE）               | 「仮面ライダーリバイス」の主題歌を担当 |

| 2022年   | 2022年                         | 2022年 |
| 回       | ゲスト                         | 役名等 |
| -------- | ------------------------------ | --- |
| 483・484 | 前田拳太郎・日向亘・井本彩花   | いずれも仮面ライダーリバイスキャスト 前田は五十嵐一輝 / 仮面ライダーリバイ役、日向は五十嵐大二 / 仮面ライダーライブ役、井本は五十嵐さくら / 仮面ライダージャンヌ役 |
| 485      | 佐藤拓也                       | 機界戦隊ゼンカイジャー ゼンカイブルーン / ブルーンの声役 |
| 489      | 川津明日香・青木瞭・山口貴也   | いずれも仮面ライダーセイバー 深罪の三重奏キャスト 青木は仮面ライダーエスパーダ / 富加宮賢人役、川津・山口は2回目の出演                                             |
| 491・492 | 駒木根葵汰・世古口凌           | 共に機界戦隊ゼンカイジャーキャスト 駒木根は2回目の出演、世古口はステイシーザー / ステイシー役                                                                      |
| 493      | 渡部秀                         | 仮面ライダーオーズ 10th 復活のコアメダル 仮面ライダーオーズ / 火野映司役                                                                                           |
| 496      | MORISAKI WIN                   | 暴太郎戦隊ドンブラザーズ 主題歌担当 |
| 498      | 高岩成二                       | グッドモーニング、眠れる獅子 主演 3回目の出演 |
| 499      | 小澤亮太・増子敦貴             | 共に機界戦隊ゼンカイジャー VS キラメイジャー VS センパイジャーキャスト 共に2回目の出演                                                                             |
| 500      | 白倉伸一郎・武部直美           | 共に東映プロデューサー |
| 504      | 和田雅成・大久保桜子           | 共にリバイスレガシー 仮面ライダーベイルキャスト 大久保は2回目の出演 和田は白波純平 / 五十嵐元太役、大久保は五十嵐幸実役                                            |
| 505      | DJ小宮有紗・DJシーザー         | 小宮は2回目の出演 |
| 506      | 藤林聖子                       | 2回目の出演 |
| 507      | 樋口幸平・別府由来・志田こはく | いずれも暴太郎戦隊ドンブラザーズ キャスト 順に桃井タロウ / ドンモモタロウ、猿原真一 / サルブラザー、鬼頭はるか / オニシスター役                                    |
| 508      | 樋口幸平・柊太朗・鈴木浩文     | いずれも暴太郎戦隊ドンブラザーズ キャスト 樋口は2回目の出演、柊は犬塚翼 / イヌブラザー、鈴木は雉野つよし / キジブラザー役                                          |
| 513      | 前田拳太郎・樋口幸平           | 前田は2回目の出演、樋口は3回目の出演 |
| 515・516 | 純烈                           | スーパー戦闘 純烈ジャー 追い焚き☆御免 主演 |
| 517      | 前田拳太郎・永徳               | 前田は3回目の出演、永徳は仮面ライダーリバイのスーツアクター |
| 518      | 前田拳太郎・木村昴             | 前田は4回目の出演、木村は仮面ライダーバイスの声役 |
| 525      | 内山昂輝・関根明良             | 共に風都探偵 キャスト 内山はフィリップ役、関根はときめ役 |
| 530      | アンジェラ芽衣・庄野崎謙       | 共に仮面ライダーセイバースピンオフ 仮面ライダーサーベラ＆仮面ライダーデュランダル キャスト アンジェラは神代玲花役、庄野崎は神代凌牙役                              |
| 531      | 白石隼也・奥仲麻琴             | 共に仮面ライダーウィザード キャスト |
| 533      | 星乃夢奈・杢代和人             | 共に仮面ライダーギーツ キャスト 星乃は鞍馬祢音 / 仮面ライダーナーゴ役、杢代は吾妻道長 / 仮面ライダーバッファ役                                                     |
| 534      | 簡秀吉・佐藤瑠雅               | 共に仮面ライダーギーツ キャスト 簡は浮世英寿 / 仮面ライダーギーツ役、佐藤は桜井景和 / 仮面ライダーダイク―ン役                                                      |
| 535      | 松本寛也                       | 風都探偵 The STAGE 立川蓮司役 2回目の出演 |

| 2023年   | 2023年                                                     | 2023年 |
| 回       | ゲスト                                                     | 役名等 |
| -------- | ---------------------------------------------------------- | --- |
| 536      | 稲田徹                                                     | 14回目の出演。 |
| 537・538 | 富永勇也・宮崎あみさ・タカハシシンノスケ                   | いずれも暴太郎戦隊ドンブラザーズ キャスト 順にソノイ、ソノニ、ソノザ役                                                                                              |
| 542      | 濱尾ノリタカ                                               | リバイスforward 仮面ライダーライブ&エビル&デモンズ ジョージ・狩崎役                                                                                                 |
| 543・544 | 樋口幸平・別府由来・志田こはく・柊太朗・鈴木浩文・石川雷蔵 | いずれも暴太郎戦隊ドンブラザーズ キャスト 樋口は4回目の出演、別府・志田・柊・鈴木は2回目の出演、石川はドンドラゴクウ / 桃谷ジロウ役                                 |
| 548      | 鈴木福                                                     | 仮面ライダーギーツ ジーン / 仮面ライダージーン役 |
| 549・550 | 池松壮亮                                                   | シン・仮面ライダー 本郷猛 / 仮面ライダー1号役 |
| 552      | 古川貴之                                                   | 王様戦隊キングオージャー 主題歌担当 |
| 553・554 | 樋口幸平・駒木根葵汰                                       | いずれも暴太郎戦隊ドンブラザーズvsゼンカイジャー キャスト 樋口は5回目の出演、駒木根は3回目の出演                                                                    |
| 559      | 塩谷瞬・山本康平                                           | いずれも忍風戦隊ハリケンジャーでござる！シュシュっと20th anniversary キャスト 共に2回目の出演                                                                       |
| 561・562 | 酒井大成・渡辺碧斗・佳久創                                 | いずれも王様戦隊キングオージャー キャスト 順にギラ / クワガターオージャー、ヤンマ・ガスト / トンボオージャー、カグラギ・ディボウスキ / ハチオージャー役             |
| 566      | 西興一朗                                                   | 爆竜戦隊アバレンジャー20th 許されざるアバレ 伯亜凌駕 / アバレッド役                                                                                                 |
| 567・568 | 村上愛花・平川結月・池田匡志                               | いずれも王様戦隊キングオージャー キャスト 順にヒメノ・ラン / カマキリオージャー、リタ・カニスカ / パピヨンオージャー、ジェラミー・ブラシェリ / スパイダークモノス役 |
| 569      | 佐藤瑠雅・星乃夢奈・杢代和人                               | すべて2回目の出演 |
| 570      | 簡秀吉・高橋悠也                                           | 簡は2回目の出演、高橋は仮面ライダーギーツの脚本担当 |
| 577・578 | 金城大和・斉藤秀翼                                         | 共に獣電戦隊キョウリュウジャーキャスト 金城は3回目の出演、斉藤はイアン･ヨークランド / キョウリュウブラック 役                                                       |
| 585・586 | 本島純政・松本麗世                                         | 共に仮面ライダーガッチャード キャスト 本島は一ノ瀬宝太郎 / 仮面ライダーガッチャード役、松本は九堂りんね役                                                           |

| 2024年   | 2024年                                                   | 2024年 |
| 回       | ゲスト                                                   | 役名等 |
| -------- | -------------------------------------------------------- | --- |
| 588      | 稲田徹                                                   | 15回目の出演 |
| 592      | 矢野聖人                                                 | 王様戦隊キングオージャー ラクレス・ハスティー / オオクワガタオージャー役                                                           |
| 593・594 | 村上幸平・井上敏樹                                       | 共に2回目の出演 |
| 595・596 | 酒井大成・渡辺碧斗・村上愛花・平川結月・佳久創・池田匡志 | すべて2回目の出演 |
| 598      | BACK-ON                                                  | 仮面ライダーガッチャード 主題歌担当                                                                                                |
| 600      | 遠藤正明                                                 | 爆上戦隊ブンブンジャー 主題歌担当                                                                                                  |
| 603      | 高野水登                                                 | 脚本家 |
| 609・610 | 塚田英明・荒川稔久                                       | 共に特捜戦隊デカレンジャー 20th ファイヤーボール・ブースター スタッフ 塚田はプロデューサー、荒川は脚本家                           |
| 611・612 | 藤林泰也・熊木陸斗                                       | 共に仮面ライダーガッチャード キャスト 藤林は黒鋼スパナ / ヴァルバラド役、熊木はミナト役                                            |
| 615      | 高橋秀幸                                                 | 炎神戦隊ゴーオンジャー 主題歌担当など                                                                                              |
| 617・618 | 井内悠陽・葉山侑樹・鈴木美羽                             | いずれも爆上戦隊ブンブンジャー キャスト 順に範道大也 / ブンレッド、鳴田射士郎 / ブンブルー、志布戸未来 / ブンピンク役              |
| 619      | 小川輝晃・広瀬仁美                                       | 共に忍者戦隊カクレンジャー第三部・中年奮闘編 キャスト 小川はサスケ / ニンジャレッド役、広瀬は鶴姫 / ニンジャホワイト役             |
| 621・622 | 本島純政・松本麗世・藤林泰也                             | すべて2回目の出演 |
| 626      | 世界（FANTASTICS from EXILE TRIBE）                      | 仮面ライダーガヴ 主題歌担当 |
| 629・630 | 齋藤璃佑・相馬理・宮澤佑                                 | いずれも爆上戦隊ブンブンジャー キャスト 順に阿久瀬錠 / ブンブラック、振騎玄蕃 / ブンオレンジ、焔先斗 / ブンバイオレット役          |
| 631・632 | 知念英和・日野友輔・宮部のぞみ                           | いずれも仮面ライダーガヴ キャスト 知念はショウマ / 仮面ライダーガヴ役、日野は辛木田絆斗 / 仮面ライダーヴァレン役、宮部は甘根幸果役 |
| 639      | 稲田徹                                                   | 16回目の出演 |

| 2025年   | 2025年                                                 | 2025年 |
| 回       | ゲスト                                                 | 役名等 |
| -------- | ------------------------------------------------------ | --- |
| 640      | 稲田徹                                                 | 16回目の出演 |
| 644      | BACK-ON                                                | 2回目の出演。仮面ライダーガッチャード GRADUATIONS 主題歌担当                                                                           |
| 645・646 | 井内悠陽・葉山侑樹・鈴木美羽・齋藤璃佑・相馬理・宮澤佑 | すべて2回目の出演 |
| 651      | 玉屋2060％（Wienners）                                 | ナンバーワン戦隊ゴジュウジャー 主題歌担当                                                                                              |
| 652      | 金子みゆ                                               | ナンバーワン戦隊ゴジュウジャー EDテーマ担当                                                                                            |
| 655・656 | 庄司浩平・浅沼晋太郎                                   | いずれも仮面ライダーガヴ キャスト 共に2回目の出演 庄司はラキア・アマルガ / 仮面ライダーヴラム役、浅沼は酸賀研造 / 仮面ライダーベイク役 |
| 657      | 坂巻有紗・濱田龍臣                                     | いずれも冥黒の黙示録 ラケシス キャスト 坂巻はラケシス / 有栖川リサ役、濱田は銅神デュポン役                                             |

## 公開録音
- 東映公認 鈴村健一・神谷浩史の仮面ラジレンジャー 公開収録夏祭り2013

第40回（2013年7月5日）で発表された、8月20日に東京ドームシティプリズムホールにて行われた公開録音。アーティストゲストは高取ヒデアキと鎌田章吾の2人／トークゲストは白倉伸一郎と押川善文の2人でそしてスペシャルゲストに鈴村がこよなく愛して止まない人造人間キカイダーが登場した。イベントは後日にDVD化された。
- 東映公認 鈴村健一・神谷浩史の仮面ラジレンジャー ラジレンまつり2014

8月5日に中野サンプラザホールにて行われた公開録音。アーティストゲストは串田アキラ／トークゲストは中田譲治と福沢博文の2人。公開収録は2本行なわれたがその間々で初開催の公開オーディオ生コメンタリーが行われた。
- 東映公認 鈴村健一・神谷浩史の仮面ラジレンジャー ラジレンまつり2015

3回目のラジレンまつりの舞台は超英雄祭 KAMEN RIDER×SUPER SENTAI LIVE&SHOWの主会場として有名な東京国際フォーラムにて8月18日行われた公開録音。アーティストゲストはMojo・サイキックラバー・伊勢大貴・大西洋平の4組／トークゲストは中村優一・小山力也・小西克幸の初めての3人。
- 東映公認 鈴村健一・神谷浩史の仮面ラジレンジャー ラジレンジャーニー・神谷浩史爆誕祭

：神谷浩史の誕生日を祝う上で集まった鈴村・神谷を始めとする番組スタッフ。行く先も分からぬままにバス🚌が出発！果たしてバスの行く先は何処に？
- 東映公認 鈴村健一・神谷浩史の仮面ラジレンジャー ヒーロー宴2017

4回目のラジレンまつりの舞台は新高輪プリンスホテルにて5月5日の国民の祝日・こどもの日に行われた公開録音。目玉企画は東映ヒーローの歴史。1971年から2017年迄に放送された東映制作の特撮テレビ番組実に135番組を年表・クロニクルにして振り返った。

## CD
ラジレンジャー×ラジレンジャー 鈴村&神谷 スーパー特ソン大戦
2013年3月20日に発売された番組発のコンピレーションアルバムで、1枚目に各自が選んだ10曲（全20曲）、2枚目に曲に対するコメンタリーを収録した2枚組のCD。
収録曲
1. 燃えろ!仮面ライダー（仮面ライダー（スカイライダー）：OP）※鈴村選曲
2. ガオレンジャー吼えろ!!（百獣戦隊ガオレンジャー：OP）※神谷選曲
3. 君の青春は輝いているか（超人機メタルダー：OP）※鈴村選曲
4. 若さはプラズマ（太陽戦隊サンバルカン：ED）※神谷選曲
5. 俺は立花藤兵ヱだ（仮面ライダーアマゾン：挿入歌）※鈴村選曲

1. スーパーヒーローになりたいな（勝手に!カミタマン：ED）※神谷選曲

1. こころはタマゴ（鳥人戦隊ジェットマン：ED）※鈴村選曲

1. 気のせいかな（電磁戦隊メガレンジャー：ED）※神谷選曲

1. 星雲仮面マシンマン（星雲仮面マシンマン：OP）※鈴村選曲
2. 電光アクションマシンマン（星雲仮面マシンマン：ED）※神谷選曲
3. Long Long Ago, 20th Century（仮面ライダーBLACK：ED）※鈴村選曲
4. 仮面ライダーBLACK（仮面ライダーBLACK：OP）※神谷選曲
5. ザ・モンスター（正義のシンボル コンドールマン：ED）※鈴村選曲
6. Climax Jump（仮面ライダー電王：OP）※神谷選曲
7. ぼくらのキカイダー（人造人間キカイダー：挿入歌）※鈴村選曲
8. 五星戦隊ダイレンジャー（五星戦隊ダイレンジャー：OP）※神谷選曲
9. ELEMENTS（仮面ライダー剣：OP）※鈴村選曲
10. あしたに生きるぜ!（超獣戦隊ライブマン：ED）※神谷選曲
11. 青空になる（仮面ライダークウガ：ED）※鈴村選曲
12. 少年よ（仮面ライダー響鬼：ED）※神谷選曲

緊急発信!ラジレンジャー
第38回で製作が発表され2013年11月20日に発売された当番組の主題歌。撮りおろしのMusicVideoを収録したDVD付きCDも同時発売された。
収録曲
1. 緊急発信!ラジレンジャー
歌：特撮戦隊ラジレンジャーRX（鈴村健一・神谷浩史・KAMEN RIDER GIRLS featuring 水木一郎）
作詞：藤林聖子 / 作曲：渡辺宙明 / 編曲：鳴瀬シュウヘイ
2. ELEMENTS radiranger Ver.
歌：鈴村健一・神谷浩史 / コーラス：KAMEN RIDER GIRLS

ザ・ラジレンジャーズ
2016年が仮面ライダー45周年、スーパー戦隊シリーズ40作目、そして当番組も5年目を迎えることを記念して製作されたアニバーサリーアルバム。2016年10月12日発売。新主題歌の他、往年の特撮ソングをパーソナリティー2人と特撮を愛する男性声優3人がカバーした曲が収録されている。
収録曲
1. Shake Hands
歌：ラジレンジャーレッド（鈴村健一）、ラジレンジャーブルー（神谷浩史）/ コーラス：仮面ライダーGIRLS
作詞：八手三郎 / 作曲：渡辺宙明
2. 救急戦隊ゴーゴーファイブ（救急戦隊ゴーゴーファイブ：OP）
歌：ラジレンジャーレッド（鈴村健一）
3. 気のせいかな（電磁戦隊メガレンジャー：ED）
歌：ラジレンジャーブルー（神谷浩史）
4. バイオロボの歌（超電子バイオマン：挿入歌）
歌：関智一
5. 駆けろ！スパイダーマン（スパイダーマン：OP）
歌：稲田徹
6. ジャッカーコバック（ジャッカー電撃隊：挿入歌）
歌：杉田智和
7. 座・談会！
8. Shake Hands（オリジナル・カラオケ）

## グッズ
2013年8月20日の公開収録イベントにて先行販売されるグッズ（24日よりネット通販開始）。
- ラグランTシャツ

番組ロゴの周りに花火をイメージしたお祭り仕様のTシャツ。カラーはレッドとブルー。綿100%。サイズはS M L XL。
- シリコンバンド

64mm×12mmのシリコンバンドでレッド、ブルー、ピンクの3色セット。
- マフラータオル

約20×120cmの番組ロゴ入りタオル。
- トートバッグ&バッジセット

39cm×39cm×10cmの番組ロゴ入りトートバッグと直径5cmのバッジセット。

## ネット局
現在のネット局
| 放送対象地域 | 放送局            | 放送時間                             | 放送期間                                                | 遅れ日数 |
| ------------ | ----------------- | ------------------------------------ | ------------------------------------------------------- | -------- |
| 関東広域圏   | 文化放送（QR）    | 毎週土曜日（金曜日深夜） 0:30 - 1:00 | 2012年10月6日（5日深夜） -                              | 制作局   |
| 近畿広域圏   | ラジオ大阪（OBC） | 毎週金曜日（木曜日深夜） 0:00 - 0:30 | 2014年10月10日（9日深夜） - 2022年4月1日（3月31日深夜） | 6日      |
| 近畿広域圏   | ラジオ大阪（OBC） | 毎週日曜日（土曜日深夜） 0:00 - 0:30 | 2022年4月3日（2日深夜） -                               | 1日      |
| 宮崎県       | 宮崎放送（MRT）   | 毎週日曜日 23:00 - 23:30             | 2018年4月8日 - 2019年3月31日 2021年4月4日 -             | 1日      |

過去のネット局
| 放送対象地域  | 放送局                        | 放送期間                                                     |
| ------------- | ----------------------------- | ------------------------------------------------------------ |
| 熊本県        | 熊本放送（RKK）               | 2016年4月4日 - 2017年3月26日                                 |
| 山梨県        | 山梨放送（YBS）               | 2017年10月5日 - 2018年3月29日                                |
| 栃木県        | 栃木放送（CRT）               | 2018年4月8日 - 2018年9月30日                                 |
| 北海道        | 北海道放送（HBC）             | 2016年4月3日 - 2020年3月30日                                 |
| 静岡県        | 静岡放送（SBS）               | 2018年10月6日 - 2020年3月30日                                |
| 長崎県 佐賀県 | 長崎放送（NBC） NBCラジオ佐賀 | 2016年10月3日 - 2018年3月26日 2019年1月13日 - 2020年9月27日  |
| 福島県        | ラジオ福島（RFC）             | 2013年10月7日 - 2018年9月30日 2018年10月29日 - 2021年3月29日 |